# Polychromie

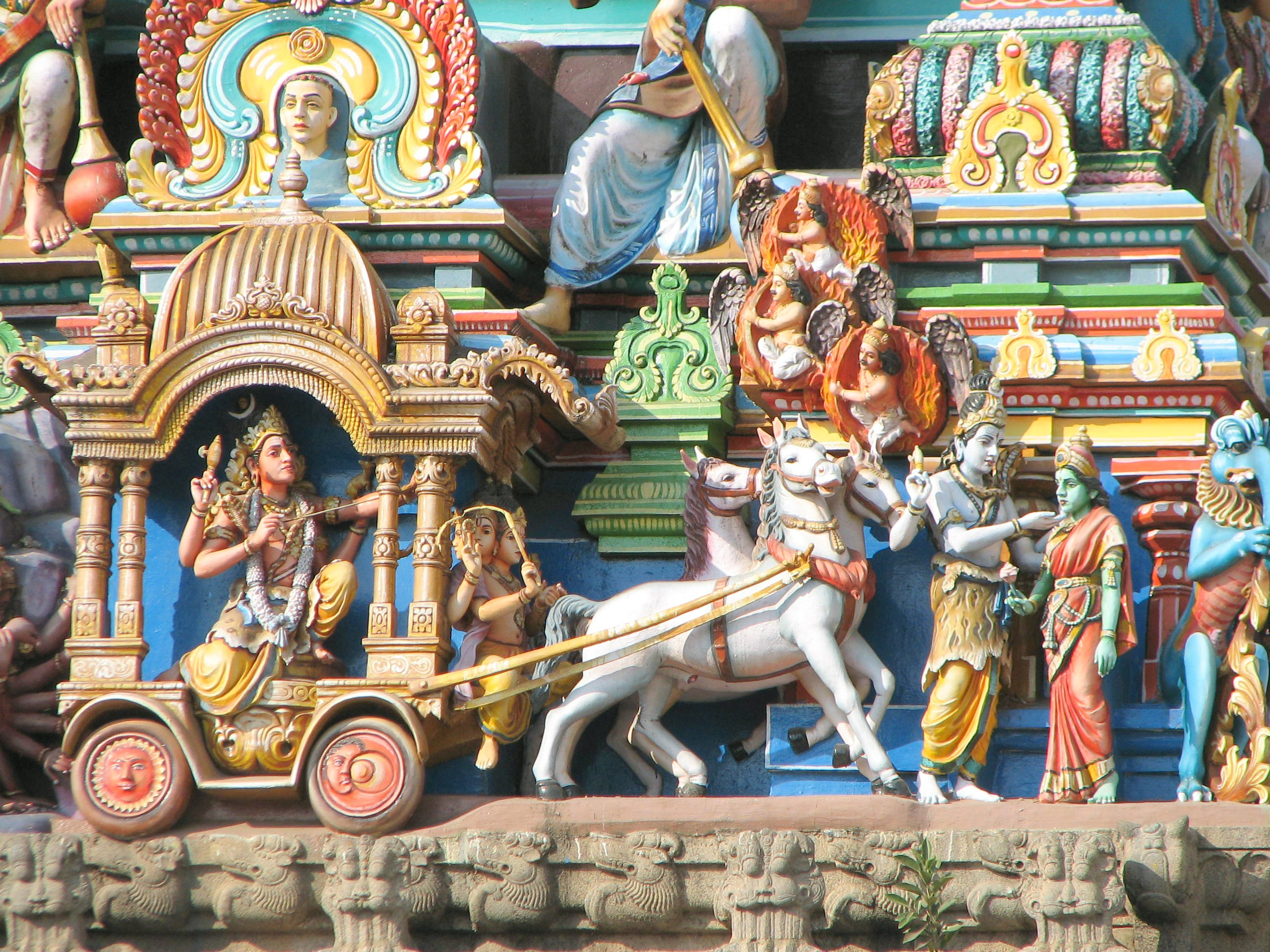
Polychromer Figurenschmuck an einem Tempelturm in Chennai

Als Polychromie (Vielfarbigkeit) wird die in Malerei, Kunsthandwerk, Skulptur und Baukunst angewendete farbige Gestaltung bezeichnet.

## Beschreibung

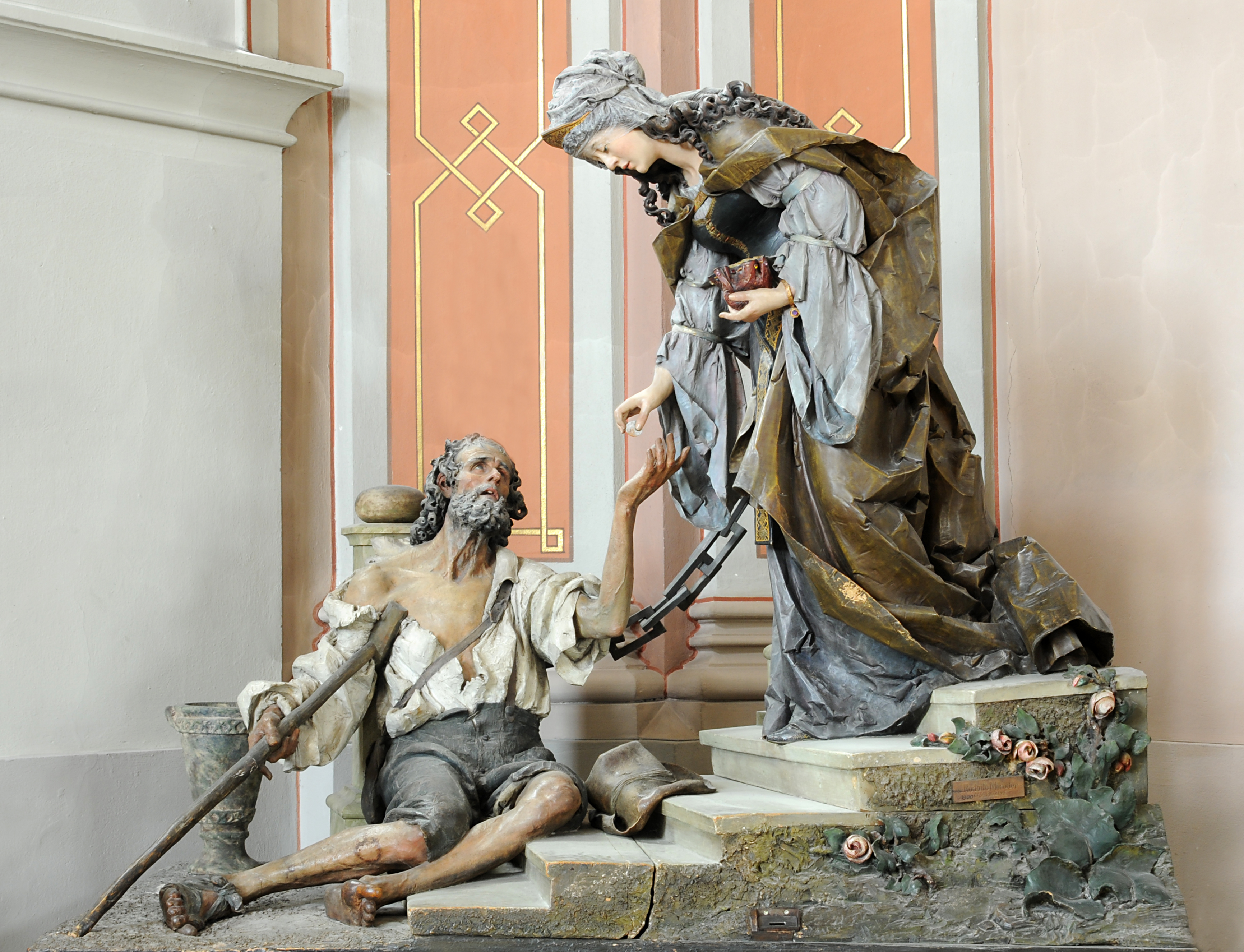
Figurengruppe Die hl. Elisabeth einen Bettler beschenkend von Rudolf Moroder, polychromiert von dem Fassmaler Christian Dellage, St. Ulrich

Die Polychromie findet sich in fast allen Epochen und Kulturbereichen, so in den altorientalischen Skulpturen, den ägyptischen Pyramiden, den minoischen Palästen, in griechischen und römischen Tempeln, in islamischen Kuppeln, in der mittelalterlichen Kunst und im Figurenschmuck indischer Hindutempel. In der Steinskulptur der Renaissance setzte sich jedoch die Einfarbigkeit (Monochromie) durch, die auch im Barock und Klassizismus bestimmend blieb. In der zweiten Hälfte des 19. Jahrhunderts brach sich die Polychromie wieder Bahn und verbreitete sich vor allem nach dem Zweiten Weltkrieg in Film, Werbung, Pop Art und Plastik.
In den letzten Jahrzehnten ist die Farbigkeit antiker griechischer und römischer Skulptur, aber auch die Farbfassung der romanischen und gotischen Plastik der Kirchenbauten untersucht worden. Es wurden auch Rekonstruktionen zur Farbigkeit der Skulpturen vom Aphaiatempel der griechischen Insel Ägina angefertigt und farbige Wiedergaben der Skulptur der Kathedrale von Amiens veröffentlicht.
Das Gegenteil von Polychromie ist Monochromie, bei der nur mit einer Farbe gearbeitet wird. Polychromie, die auf der Verwendung verschiedenfarbiger Steine beruht, wird auch als Polylithie bezeichnet. Siehe auch Inkrustation (Baukunst).